# Grande-Bretagne aux Jeux paralympiques d'hiver de 2018
Le Royaume-Uni participe (sous le nom de « Grande-Bretagne ») aux Jeux paralympiques d'hiver de 2018 à Pyeongchang, en Corée du Sud, du 9 au 18 mars 2018. Il s'agit de la douzième participation de ce pays aux Jeux paralympiques d'hiver, le Royaume-Uni ayant été présent à tous les Jeux.

## Usage du nom « Grande-Bretagne »
Pour des raisons historiques, la délégation britannique emploie le nom de « Grande-Bretagne » aux Jeux olympiques et paralympiques, et se présente sous l'appellation Team GB (« l'équipe de Grande-Bretagne »). Néanmoins, la délégation représente bien l'ensemble du Royaume-Uni, y compris l'Irlande du Nord (qui, géographiquement, ne se trouve pas en Grande-Bretagne). Elle représente aussi les dépendances de la Couronne, et certains territoires britanniques d'outre-mer,.

## Composition de l'équipe
Les membres de l'équipe annoncé à ce jour sont listés ci-dessous. L'annonce de la composition finale de la délégation est attendue pour le 15 février 2018.

### Ski alpin
- Millie Knight (slalom, slalom géant, super G, super combiné et descente)
- Brett Wild Millie Knight's guide  (slalom, slalom géant, super G, super combiné et descente)
- Menna Fitzpatrick	(slalom, slalom géant, super G, super combiné et descente)
- Jennifer Kehoe, guide de Menna Fitzpatrick (slalom, slalom géant, super G, super combiné et descente)
- James Whitley (slalom et slalom géant)
- Chris Lloyd (slalom géant, slalom, super-G et descente)

### Snowboard
- Owen Pick (Banked Slalom, SBX)
- Ben Moore (Banked Slalom, SBX)
- James Barnes-Miller (Banked Slalom, SBX)

### Hockey sur luge
- Gregor Ewan
- Angie Malone
- Robert McPherson
- Aileen Neilson
- Hugh Nibloe